# Septoriella unigalerita
Septoriella unigalerita är en svampart som beskrevs av Kohlm. & Volkm.-Kohlm. 2000. Septoriella unigalerita ingår i släktet Septoriella, klassen Dothideomycetes, divisionen sporsäcksvampar och riket svampar.   Inga underarter finns listade i Catalogue of Life.